# Legato islamico
Il legato islamico è l'applicazione al mondo islamico del concetto di legato.
“V'è prescritto”, afferma il Corano, “quando a qualcuno di voi si presenti la morte”, di fare un legato destinando con equità parte dell'eredità a favore dei genitori, dei parenti prossimi (II,180) e delle vedove (II,240), in generale quale mezzo per provvedere ai bisogni di quei parenti poveri esclusi dalla successione, prendendo due uomini idonei come testimoni (V:106). Si è discusso nelle scuole giuridiche se questi versetti siano stati abrogati dai versetti che attribuiscono quote fisse a determinati eredi e se sia obbligatorio fare il legato. La dottrina generalmente seguita è che i versetti sul legato siano in vigore e che non ci sia obbligo di fare il legato.
Il legato (wasiyya) è il trasferimento, da una persona ad un'altra, di un bene o un usufrutto, non superiore ad un terzo dell'eredità, a titolo gratuito, che sarà effettivo dopo la morte del testatore. Nell'islam è invece proibita la costituzione di erede.
Il legato è un accordo che richiede l'offerta, esplicita o implicita, e l'accettazione, esplicita o implicita, dopo la morte del testatore. Gli elementi costitutivi del legato sono il testatore, il legatario, l'oggetto e l'espressione della volontà.

## Testatore
Deve godere della capacità giuridica di disporre dei propri beni a titolo gratuito, di cui egli abbia la proprietà attuale o sperata al momento in cui fa il legato. Deve essere perciò di condizione libera, maggiorenne, sano di mente e non costretto. Pertanto, il legato fatto, per es., da un ubriaco, una persona malata che manca di discernimento a causa della propria malattia, o un insolvente, non è valido perché manca la capacità di contrattare. È ammesso il legato di un musulmano a beneficio di un non musulmano, e viceversa. Questo è uno dei mezzi ai quali può fare ricorso un marito musulmano a favore della moglie non musulmana, che, in quanto tale, è esclusa dalla successione sulla base dell'impedimento della diversità di religione.

## Legatario o beneficiario
Deve avere la capacità giuridica di entrare in possesso del legato, sia direttamente, se giuridicamente capace, oppure attraverso il tutore, se minore o demente. Il legatario deve essere vivo quando viene fatto il legato. Si considera vivo anche il nascituro se nascerà dopo un periodo di gestazione che è fissato in modo diverso dalle varie scuole giuridiche. Il beneficiario può essere una persona fisica specificata, non necessariamente musulmana, o anche una persona giuridica che abbia uno scopo di beneficenza (moschea o scuola pubblica). Gli apostati e le persone che hanno provocato la morte del testatore in modo doloso o colposo non possono ricevere il legato. Anche coloro che sono eredi al momento della morte del testatore non hanno diritto al legato, tranne che non ci sia il consenso dei coeredi.

## Oggetto
Deve essere qualsiasi cosa idonea ad essere ereditata o trasferita dopo la morte del testatore, presente o sperata al momento del legato, ma che deve esistere la momento della morte del testatore ed appartenere a lui. Possono essere, perciò, un bene mobile o immobile, diritti reali o usufrutto. Si deve trattare, comunque, di cosa lecita dal punto di vista del diritto religioso islamico. Anche lo scopo del legato deve essere lecito. La wasiyya può anche riguardare disposizioni che impongono certi oneri ad alcuni eredi, o comportare l'affidamento di qualche compito ad una terza persona.
Se il testatore ha lasciato eredi, il legato non può superare il terzo dell'attivo ereditario che risulta dopo aver sottratto dal patrimonio complessivo, prima, determinati beni che terze persone possono rivendicare; poi il pagamento di eque spese funerarie, infine i debiti. Gli eredi possono autorizzare, dopo la morte del testatore, un legato superiore al terzo disponibile. Ma se mancano gli eredi, il testatore può disporre di tutti i propri beni.

## Espressione della volontà
Non vi è una particolare forma. È ammessa qualsiasi espressione (verbale, scritta, gestuale) che indichi chiaramente la volontà del testatore e l'oggetto del legato. Generalmente è necessaria l'attestazione di due testimoni idonei. Il legato può essere sottoposto a condizione, purché lecita. Se illecita, la condizione è nulla, mentre il legato resta valido.

## Esecutore testamentario
È un fiduciario nominato dal testatore allo scopo di sovrintendere, proteggere e prendersi cura della proprietà e dei figli dopo la sua morte. Ha il compito di pagare i debiti, restituire i depositi, consegnare i legati, esercitare la tutela sui figli minori, e svolgere la funzione di agente per gli eredi assenti. I suoi poteri possono essere indeterminati oppure determinati nel legato e deve esercitare l'ufficio personalmente. L'esecutore deve essere musulmano, libero, maggiorenne, sui iuris, di buona reputazione, in pieno possesso delle proprie facoltà mentali e qualificato ad eseguire il legato. L'attività dell'esecutore testamentario si svolge sotto il controllo del giudice (qadi). L'esecutore designato può rifiutare l'incarico. 

## Legato obbligatorio
Alcune moderne legislazioni hanno introdotto gli istituti del “legato obbligatorio” (wasiyya wajiba) e del “diritto di rappresentazione” (tanzil) a favore dei nipoti i cui genitori sono premorti all'avo. Secondo il principio generale del diritto ereditario islamico, l'erede più prossimo esclude quello più remoto. Pertanto, nella fattispecie i nipoti sono esclusi a causa della presenza dei figli diretti, subendo così un danno palesemente ingiusto. L'ammontare del legato obbligatorio non può mai eccedere il terzo dell'attivo disponibile, che sarà suddiviso tra i nipoti secondo il principio generale in base al quale il maschio ha diritto alla quota di due femmine.
La normativa sul “legato obbligatorio” è in vigore, per es., in Egitto (legge n. 71, emanata il 24 giugno 1946, artt. 76-79), Siria (legge n. 34 del 31 dicembre 1975, art. 257), Tunisia (legge emanata il 13 agosto 1956, artt. 191-192), Kuwait (legge n. 51, emanate il 7 luglio 1984, art. 291.3), e Yemen (legge n. 20, emanate il 29 marzo 1992, artt. 259-260). L'Algeria (legge n. 84-11 del 9 giugno 1984, artt. 169-172) ed il Marocco (legge n. 03-70, emanata il 3 febbraio 2004, artt. 315-320), invece, hanno risolto la questione della successione dei nipoti esclusi dalla successione a causa della presenza dei discendenti diretti facendo ricorso al diritto di rappresentazione.